# Artefakt (archeologie)

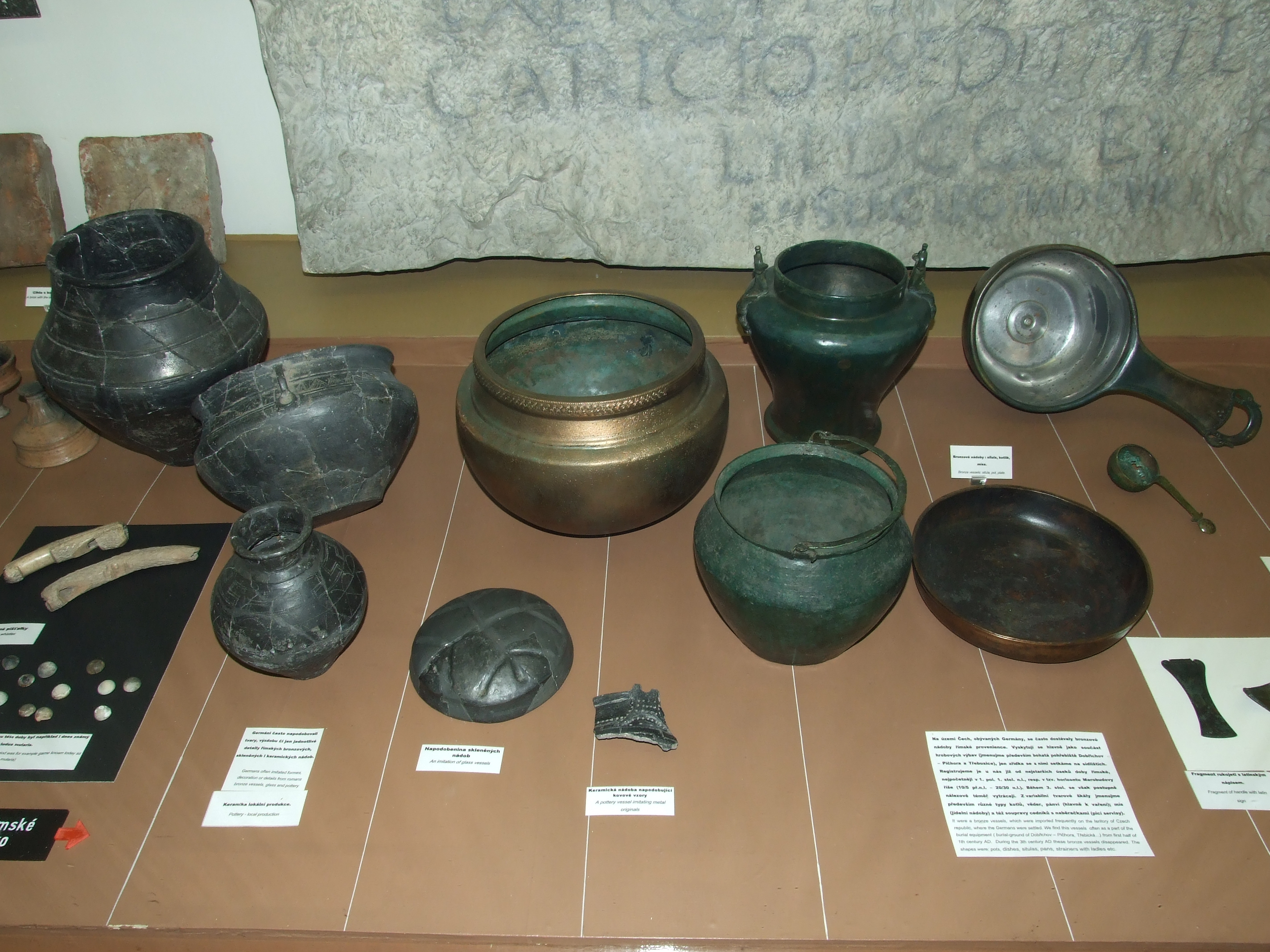
Výstava artefaktů doby římské v Národním muzeu

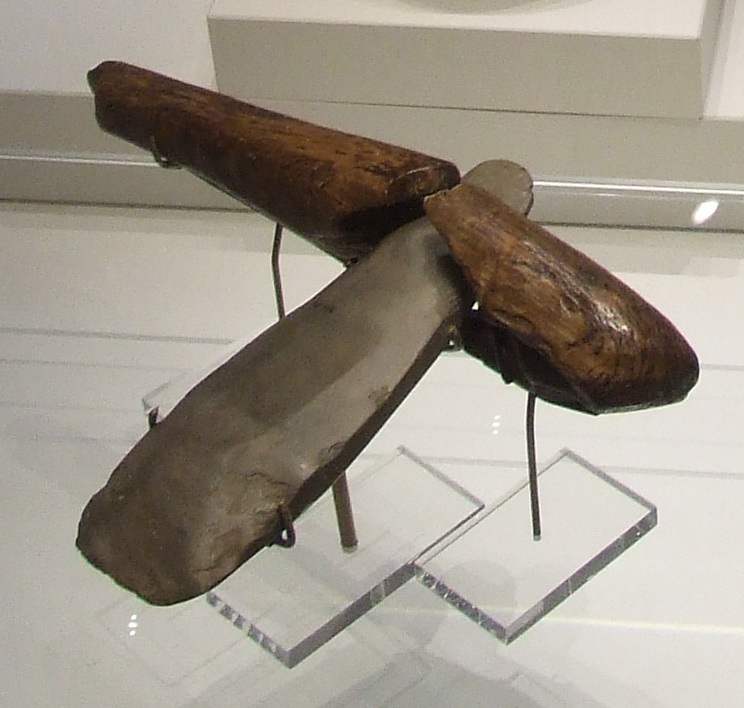
Neolitická sekerka s topůrkem, příklad kombinovaného artefaktu

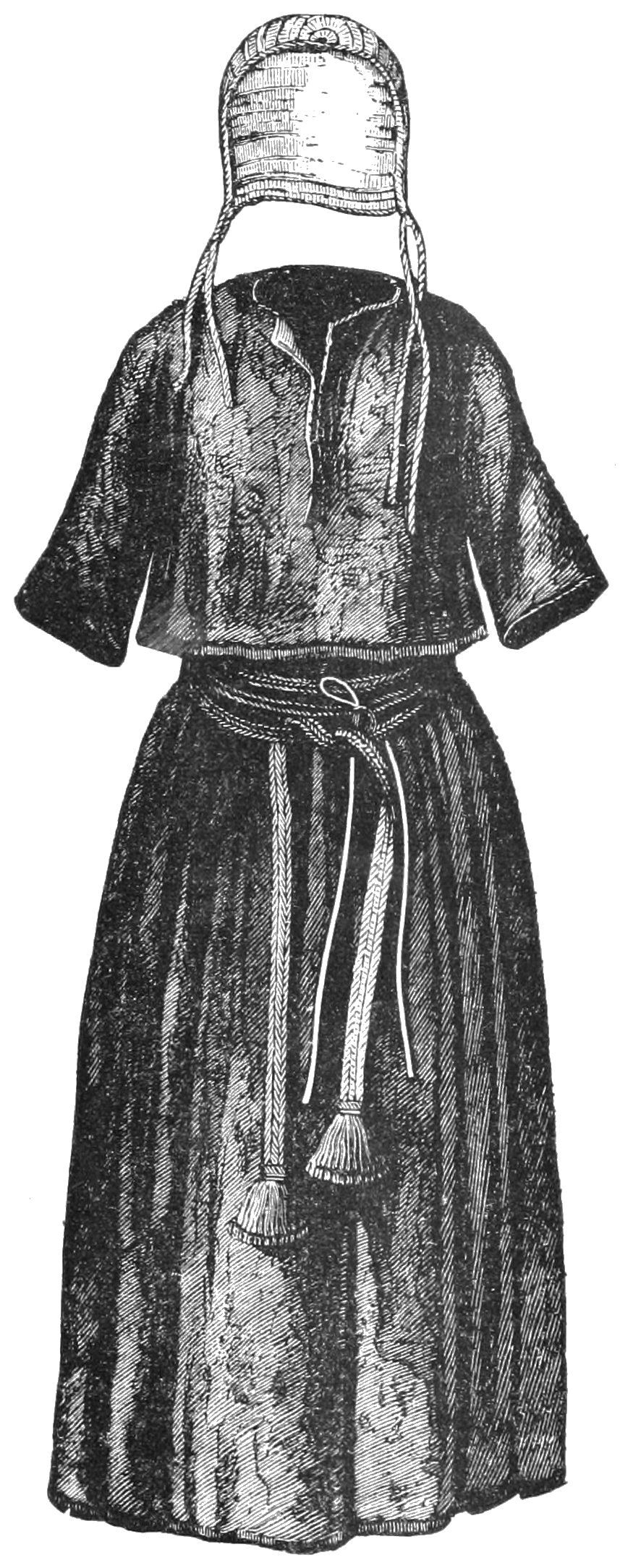
Oděv doby bronzové – příklad složeného artefaktu

Artefakt je druhem archeologického pramene. Jedná se o předmět, který byl člověkem záměrně vytvořený nebo pozměněný tak, aby sloužil k nějakému konkrétnímu účelu. Artefakty tvoří nejpočetnější složku archeologických nálezů, ale pro poznání života v minulosti jsou neméně významné i další druhy archeologických pramenů – ekofakty a přírodní prameny.
Artefakty jsou nedílnou součástí lidské historie i současnosti, člověk bez vytváření artefaktů nemůže existovat.

## Druhy artefaktů
Artefakty mohou mít velmi různorodou podobu. Existují ve formě movité (spona, nádoba) i nemovité (dům, hrob). V praxi se nejčastěji dělí podle materiálu (kovové, keramické, kostěné, dřevěné, aj.) nebo podle účelu (nádoby, nástroje, zbraně, ozdoby, hroby, opevnění, aj.).
Teoretické dělení artefaktů obsáhle zpracoval Evžen Neustupný:

### Jednoduchý artefakt
Jednoduchý artefakt má zpravidla určité části, které však nejsou schopné samostatné existence a nemají vlastní účel. Bývají vyrobeny z jednoho druhu materiálu. Příkladem jednoduchého artefaktu je keramická nádoba nebo nůž. Částmi nádoby jsou například hrdlo, podhrdlí, ucho nebo podstava, žádná z nich však nemůže u funkční nádoby existovat samostatně a beze zbytku nádoby ji nelze použít.

### Kombinovaný artefakt
Kombinovaný artefakt se skládá z jednotlivých dílů, které jsou sestaveny určitým konkrétním způsobem. Tyto díly, často vyrobené z odlišných materiálů, mohou mnohdy existovat samostatně (artefakt lze rozložit), ale nemají takto žádný vlastní účel, nelze je bez ostatních dílů použít. Příkladem kombinovaného artefaktu je šíp s kamenným hrotem nebo vůz.
Takovéto předměty jsou již náročnější na interpretaci, protože jednotlivé díly lze vyměňovat a prodlužovat tak životnost artefaktu téměř do nekonečna. Také se často nachází pouze některé z dílů. Například kamenná neolitická sekerka bývá archeologickým výzkumem zachycena, ale její dřevěné topůrko se v zemi většinou rozloží.

### Složený artefakt
Složený artefakt sestává z jednotlivých součástí, představovaných jednoduchými i kombinovanými artefakty. Každá ze součástí je schopná samostatné existence a plní svůj vlastní účel. Při uspořádání do složitějšího artefaktu pak mají navíc svůj účel jako celek. Mezi složené artefakty patří například lidský oděv (košile + kalhoty + vesta, aj.), hrobová výbava (nádoby + zbraně + šperky, aj.), dům nebo město. Náhodný shluk artefaktů bez vnitřní struktury však složeným artefaktem není.
Složené artefakty lze dále dělit:
- Komplex je soubor jednoduchých i kombinovaných artefaktů, které byly záměrně shromážděny a uspořádány, aby sloužily nějakému společnému účelu. Komplexem může být například hrob nebo obytný dům.
- Areál aktivity je soubor komplexů a dalších artefaktů, záměrně shromážděných a uspořádaných tak, aby sloužily určitému společnému účelu. Jedná se o artefakty vytvářené jednou komunitou ke konkrétní aktivitě, tedy například areál obytný (obsahuje jednotlivé domy), výrobní (pole, pastviny, těžební areály), pohřební (hroby) a další. Jednotlivé areály se mohou vzájemně překrývat, ale i vylučovat. Například obytné domy mohou zároveň soužit ke skladování nebo k řemeslné výrobě. Pohřebiště může být zároveň areálem náboženským a naopak se většinou vylučuje s obytným prostorem.
- Komunitní areál je soubor jednotlivých areálů aktivit, který vytvořila jedna konkrétní komunita za určitý čas. Jedná se již o velmi rozsáhlý a komplexní artefakt. Spojuje veškerý prostor, využívaný jednou komunitou – obytný areál i pohřebiště, pole, pastviny, místa lovu i náboženských obřadů, aj.
- Nadkomunitní areál je podobný komunitnímu areálu s tím rozdílem, že jej využívá větší počet komunit. V archeologii bývají z takovýchto areálů zachycovány nejčastěji společná těžební či výrobní místa nebo rondely.

## Účel artefaktů
Všechny artefakty byly vytvořeny k nějakému účelu. Tím nemusí být podle názoru Evžena Neustupného pouze čistě praktická funkce, ale zároveň také společenský význam a symbolický smysl. Společenský význam artefaktů znamená, že pomáhají vytvářet a určovat mezilidské vztahy. Symbolický smysl artefaktů spočívá v jejich schopnosti působit v komunikaci mezi lidmi. Příkladem může být hrob – jeho praktickou funkcí je možnost odstranění mrtvého těla. Zároveň však hrob spojuje pozůstalé a další truchlící a také slouží ke komunikaci se světem předků.
Účel artefaktů nelze jednoduše pozorovat jako v případě současné (živé) společnosti. Může být pouze rekonstruován pomocí archeologické metody. V některých případech je účel artefaktu zřejmý, jindy však jen obtížně zjistitelný. Nejsnazší je identifikace praktické funkce artefaktů (obuv, nůž, aj.), často však odborníkům zcela unikají společenské a symbolické aspekty.
S účelem artefaktů také souvisí jejich role v lidském světě:
- Adaptace – souvisí zejména s praktickou funkcí artefaktů (člověk si tvorbou artefaktů přizpůsobuje vnější svět, přírodu svým potřebám)
- Specializace – souvisí zejména se společenským významem artefaktů (specializace při výrobě artefaktů, tj. rozdělování úloh a směna materiálů i artefaktů určují mezilidské vztahy, specializací a směnou se lidé stávají na sobě závislými a musí vytvářet i udržovat vztahy)
- Komunikace – souvisí zejména se symbolickým smyslem artefaktů (používáním určitých artefaktů vyjadřují lidé svou etnicitu, pohlaví či myšlenky; artefakty slouží také ke komunikaci s nadpřirozeným světem; úspěšná komunikace vyžaduje existenci symbolů, které znají autor i příjemce sdělení)